# キッド (ミサイル駆逐艦・2代)
| USS Kidd |                                                                                               |
| 艦歴     |                                                                                               |
| 発注     | 1998年3月6日                                                                                  |
| 起工     | 2004年4月29日                                                                                 |
| 進水     | 2005年1月22日                                                                                 |
| 就役     | 2007年6月9日                                                                                  |
| 退役     |                                                                                               |
| その後   | 就役中                                                                                        |
| 要目     |                                                                                               |
| 排水量   | 9,648 トン                                                                                    |
| 全長     | 155.3 m (509 ft 6in)                                                                          |
| 全幅     | 20.1 m (66 ft)                                                                                |
| 吃水     | 9.4 m (31 ft)                                                                                 |
| 機関     | COGAG方式                                                                                     |
| 機関     | LM 2500-30ガスタービンエンジン (27,000shp) ×4基                                               |
| 機関     | 可変ピッチプロペラ（5翔）×2軸                                                                 |
| 最大速   | 31ノット                                                                                      |
| 航続距離 | 4,400 海里（20ノット時）                                                                      |
| 乗員     | 士官、兵員 380名                                                                              |
| 兵装     | Mk.45 mod.4 5インチ単装砲 ×1基                                                                |
| 兵装     | Mk.38 25mm単装機関砲 ×2基                                                                     |
| 兵装     | Mk.15 20mmCIWS×1基                                                                            |
| 兵装     | M2 12.7mm機銃 ×4挺                                                                            |
| 兵装     | Mk.41 mod.15 VLS ×96セル - SM-2MR SAM - ESSM 短SAM - VLA SUM - トマホーク SLCM などを発射可能 |
| 兵装     | Mk.32 3連装短魚雷発射管×2基                                                                   |
| 艦載機   | MH-60R×2機搭載可能                                                                            |
| C4ISTAR  | AWS B/L 7 (Mk.99 GMFCS×3基)                                                                   |
| C4ISTAR  | AN/SQQ-89A(V)15                                                                               |
| センサ   | AN/SPY-1D(V) 多機能レーダー×4面                                                               |
| センサ   | AN/SPS-67 対水上レーダー×1基                                                                  |
| センサ   | AN/SQS-53C(V)1艦首装備ソナー                                                                  |
| 電子戦   | AN/SLQ-32(V)3 ESM/ECM装置                                                                     |
| 電子戦   | Mk 36 SRBOC デコイ発射機                                                                      |
| モットー | On To Victory                                                                                 |

キッド (英語: USS Kidd, DDG-100) は、アメリカ海軍のミサイル駆逐艦。アーレイ・バーク級ミサイル駆逐艦の50番艦。艦名は太平洋戦争での真珠湾攻撃において、戦艦「アリゾナ」 (USS Arizona, BB-39) に乗艦し戦死したアイザック・キッド少将に因む。その名を持つ艦としてはキッド (DD-661)、キッド (DDG-993)に続き3隻目である。

## 艦歴
キッドは2005年1月22日に、キッド少将の孫のレジーナ・キッド・ウォルバーシュトとメアリー・コリーン・キッド・プラマーによって命名、進水した。
ハリケーン・カトリーナによって損害を受け、乾ドックでの修理が必要となった為、就役が遅れた。2007年6月9日、艦長リチャード・E・トーマス中佐の指揮下テキサス州ガルベストンにて就役した。その後、太平洋艦隊に所属しサンディエゴを母港にしている。
2012年1月5日、空母ジョン・C・ステニスの艦隊に所属してアラビア海に展開していたところ、海賊に拿捕されていた漁船を発見。艦載ヘリコプターにより救出作戦を行い、海賊15人を拘束し、40日間以上人質になっていたイラン人船員13人を救出した。
2014年3月8日に発生したマレーシア航空370便消息不明事故に対し、マレーシア政府の要請を受て捜索協力の為、インド洋に派遣された。
2020年4月、カリブ海および東太平洋地域で麻薬密輸の取り締まりに当たっていた際に、艦内で2019新型コロナウイルスの感染が拡大。少なくとも18人が感染し、最初に感染した水兵は4月24日までにテキサス州サンアントニオ市の医療機関に搬送された。